# Tell Me You Love Me
Tell Me You Love Me é o sexto álbum de estúdio da cantora estadunidense Demi Lovato, lançado em 29 de setembro de 2017, através das gravadoras Hollywood Records, Island Records e Safehouse Records.

## Antecedentes
O quinto álbum de estúdio de Lovato, Confident, foi lançado em 16 de outubro de 2015, alcançando a segunda posição da Billboard 200 e rendeu três singles: "Cool for the Summer", Confident" e "Stone Cold". Na primeira semana, o álbum vendeu 98 mil cópias nos Estados Unidos. Em 22 de maio de 2016, Lovato confirmou que estava trabalhando no sexto álbum. Em junho de 2016, Lovato disse em entrevista a Latina que o álbum era mais soul. Em entrevista a MTV, a cantora disse que o álbum tem influências de Christina Aguilera, Aretha Franklin e Kehlani. Lovato também revelou que ela trabalhou com os produtores Pharrell Williams e Mike Will Made It, mas seus trabalhos não seriam como participações no álbum.

## Desenvolvimento
O sexto álbum de Demi Lovato, vendeu o equivalente a 75 mil cópias na sua primeira semana de contagem nos Estados Unidos e lhe rendeu a 3ª posição da Billboard 200, onde conseguiu ficar de forma estável, é também o álbum mais bem sucedido da cantora no país, conquistando Certificado de Platina por 1,000,000 de cópias vendidas 🇺🇸. No Reino Unido, o álbum debutou na 5ª posição da UK Albums Chart. O primeiro single "Sorry Not Sorry" alcançou a 6ª posição na Billboard Hot 100, sendo até então a música mais bem sucedida de sua carreira no chart.

### Crítica Profissional
O portal Metacritic, com base em doze análises recolhidas, concedeu a Tell Me You Love Me uma média de 72 pontos, em um escala que vai até cem, indicando "análises geralmente positivas".

## Divulgação
Em 23 de agosto de 2017, Lovato publicou um vídeo de 18 segundos em sua conta oficial do Twitter. No vídeo, ela pode ser vista cantando a faixa-título, "Tell Me You Love Me", em um estúdio de gravação. À medida que a filmagem volta, o olho de Lovato é revelado, revelando mais tarde a capa do álbum de edição padrão; uma foto em preto e branco de close-up de seu rosto com o título do álbum abaixo. A capa do álbum é esvaziada, para revelar a data de lançamento de 29 de setembro de 2017. Além do vídeo e da data de lançamento, Lovato também anunciou que o álbum estaria disponível para pré-encomenda à meia-noite de 24 de agosto de 2017.
A divulgação das faixas foi feita através do Twitter, por meio de alguns dos fansites da cantora. Como parte da divulgação do álbum, Demi Lovato fez performances no "The Tonight Show Starring Jimmy Fallon" onde cantou "Sorry Not Sorry", no MTV Video Music Awards 2017, onde cantou "Sorry Not Sorry" e "Cool for the Summer". Também compareceu ao "The Today Show", cantando "Sorry Not Sorry" e "Tell Me You Love Me", e ainda ao "The Ellen DeGeneres Show", onde foi duas vezes, uma, novamente, cantando "Sorry Not Sorry" e outra cantando "Tell Me You Love Me". 

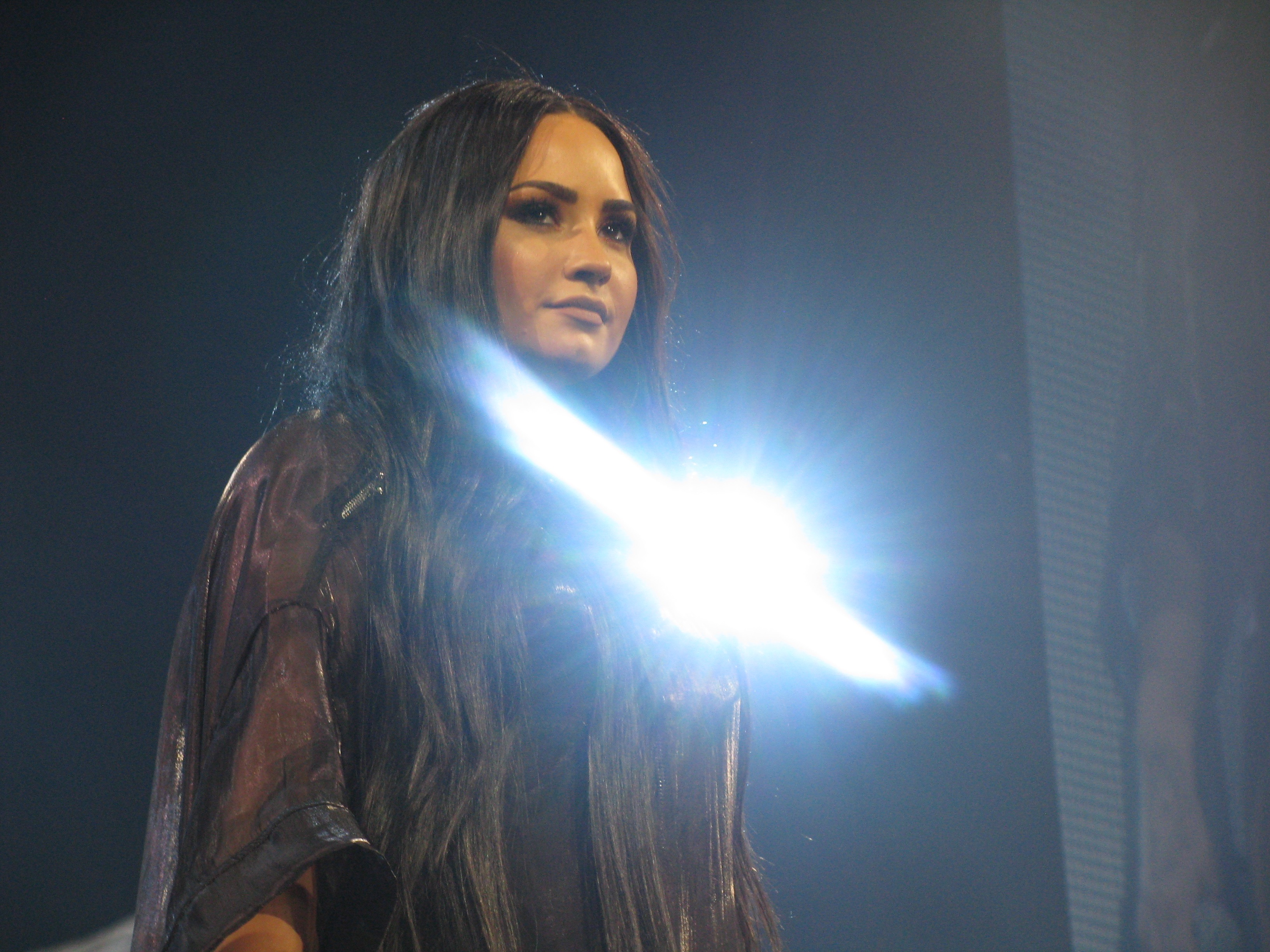
Demi Lovato na "Tell Me You Love Me Tour" em San Diego.

Como parte da divulgação em território britânico, Demi participou do programa "Live Lounge" da rádio "BBC Radio 1" cantando "Skyscraper" e "Sorry Not Sorry". E também participou do "Sounds Like Friday Night" do canal "BBC One", onde cantou "Tell Me You Love Me" e "Instruction".

### Tell Me You Love Me Tour
Ver artigo principal: Tell Me You Love Me World Tour
No dia 26 de outubro de 2017, por meio do Twitter, Demi Lovato anunciou que seu sexto álbum de estúdio ganharia uma turnê mundial chamada de "Tell Me You Love Me Tour" nos Estados Unidos e de "Tell Me You Love Me World Tour" no restante do planeta.
Seu início ocorreu no dia 26 de fevereiro de 2018 e seu término estava previsto para ocorrer no dia 27 de novembro de 2018, passando pelas Américas e Europa, porém, devido a uma overdose pouco depois do final da etapa européia, Demi decidiu cancelar o restante da turnê para focar em sua reabilitação. As apresentações seriam realizadas no mês de setembro, na Cidade do México e em Monterrei, além de Santiago, Buenos Aires, São Paulo, Rio de Janeiro, Recife e Fortaleza, em novembro, com show de abertura de Becky G nas cinco últimas.
A primeira etapa, realizada em solo norte-americano, teve um bom retorno com uma lotação de, pelo menos, 95% e média de mais de 1 milhão de dólares arrecadados por show. A digressão é considerada a melhor produção já feita por Lovato.
Na América do Norte, o ato de abertura foi feito por Kehlani e DJ Khaled, neste último havendo várias participações especiais em determinados shows. Khaled esteve ausente nos shows em Detroit e Newark. 
Já na Europa, o pré-show ficou por conta da cantora Joy, além de Jax Jones em Glasgow, Newcastle, Manchester e Londres. Jones também se juntou a Lovato no show principal para a performance de sua parceria, Instruction quando esteve presente.

## Lista de faixas
| Edição padrão  |                                  |                                                                                 |                                            |         |  |
| N.º            | Título                           | Compositor(es)                                                                  | Produtor(es)                               | Duração |  |
| 1.             | "Sorry Not Sorry"                | Demi Lovato Warren "Oak" Felder Sean Douglas Trevor Brown William Zaire Simmons | Felder Zaire Koalo "Downtown" Trevor Brown | 3:23    |  |
| 2.             | "Tell Me You Love Me"            | John Hill Kirby Lauryen Ajay Bhattacharya                                       | Hill Stint                                 | 3:56    |  |
| 3.             | "Sexy Dirty Love"                | Lovato Brown Simmons                                                            |                                            | 3:33    |  |
| 4.             | "You Don't Do It for Me Anymore" | Lovato Jonas Jeberg Chloe Angelides James "Gladius" Wong Ashlyn Wilson          | Jeberg Anton Kuhl                          | 3:17    |  |
| 5.             | "Daddy Issues"                   | Lovato Felder Simmons Douglas                                                   |                                            | 3:09    |  |
| 6.             | "Ruin The Friendship"            | Lovato Ido Zmishlany Brittany Amaradio Angelides                                |                                            | 3:53    |  |
| 7.             | "Only Forever"                   | Lovato Felder Douglas Ilsey Juber Toby Gad                                      |                                            | 3:17    |  |
| 8.             | "Lonely" (com Lil Wayne)         | Dijon McFarlane Sarah Aarons Dwayne Carter Nick Audino Lewis Hughes             | DJ Mustard                                 | 4:41    |  |
| 9.             | "Cry Baby"                       | Lovato Taylor Parks Angelides Noonie Bao Jamie Sanderson Kevin Hissink          |                                            | 3:42    |  |
| 10.            | "Games"                          | Lovato Felder Brown Simmons Douglas                                             |                                            | 3:08    |  |
| 11.            | "Concentrate"                    | Lovato Jeff Shum Dayyon Alexander Jimmy Burney Adam Tressler                    |                                            | 3:17    |  |
| 12.            | "Hitchhiker"                     | Lovato Shum Alexander Burney Tressler Winston Howard                            |                                            | 3:43    |  |
| Duração total: | Duração total:                   | Duração total:                                                                  | Duração total:                             | 42:59   |  |

| Faixas bônus da edição deluxe |                                                          |                                                                                 |                                    |         |  |
| N.º                           | Título                                                   | Compositor(es)                                                                  | Produtor(es)                       | Duração |  |
| 13.                           | "Instruction" (Jax Jones com Demi Lovato e Stefflon Don) | Uzoechi Emenike Stephanie Allen Lovato Timucin Aluo                             | Jax Jones Mark Ralph               | 2:45    |  |
| 14.                           | "Sorry Not Sorry" (acústico)                             | Lovato Felder Douglas Brown Simmons                                             | Felder                             | 3:25    |  |
| 15.                           | "No Promises" (acústico)                                 | Trevor Dahl Matthew Russell Kevin Ford Lovato Ari Leff Jackson Foote Emma Block | Cheat Codes Lauv Foote Mitch Allan | 3:52    |  |
| Duração total:                | Duração total:                                           | Duração total:                                                                  | Duração total:                     | 53:01   |  |

| Faixas bônus da edição das lojas Target |                   |                                               |              |         |  |
| N.º                                     | Título            | Compositor(es)                                | Produtor(es) | Duração |  |
| 16.                                     | "Smoke & Mirrors" | Aarons Ben Abraham                            |              |         |  |
| 17.                                     | "Ready For Ya"    | Lovato Nick Jonas Nolan Lambroza Simon Wilcox |              |         |  |

## Desempenho nas tabelas musicais

### Posições
| Tabela Musical (2017)                                  | Melhor Posição |
| ------------------------------------------------------ | -------------- |
| Alemanha (Media Control Charts)                        | 45             |
| Argentina (CAPIF)                                      | 1              |
| Austrália (ARIA Charts)                                | 1              |
| Áustria(Ö3 Austria Top 40)                             | 1              |
| Bélgica (Ultratop Flanders)                            | 34             |
| Bélgica (Ultratop Wallonia)                            | 3              |
| Canadá (Canadian Albums Chart)                         | 9              |
| Chéquia(IFPI Česká Republika)                          | 1              |
| Dinamarca (Tracklisten)                                | 1              |
| Escócia (The Official Charts Company)                  | 2              |
| Eslováquia (IFPI Slovenská Republika)                  | 6              |
| Espanha (PROMUSICAE)                                   | 76             |
| Estados Unidos (Billboard 200)                         | 3              |
| Finlândia (Suomen virallinen lista)                    | 4              |
| França (Syndicat National de l'Édition Phonographique) | 13             |
| Grécia (IFPI Greece)                                   | 69             |
| Países Baixos (Megacharts)                             | 11             |
| Irlanda (Irish Recorded Music Association)             | 2              |
| Itália (Federazione Industria Musicale Italiana)       | 88             |
| Nova Zelândia (NZ Top 40 Albums)                       | 8              |
| Noruega (VG-lista)                                     | 55             |
| Polónia (Związek Producentów Audio Video)              | 100            |
| Portugal (Associação Fonográfica Portuguesa)           | 40             |
| Reino Unido (The Official Charts Company)              | 6              |
| Suécia (Sverigetopplistan)                             | 99             |
| Suíça (Schweizer Hitparade)                            | 4              |

### Certificações
| País           | Certificador          | Certificações                            | Vendas    |
| -------------- | --------------------- | ---------------------------------------- | --------- |
| Canadá         | Canadian Albums Chart | Platina                                  | 120,000   |
| Brasil         | ABPD                  | Ouro                                     | 120,000   |
| Filipinas      | PARI                  | Platina                                  | 45,000    |
| México         | AMPROFON              | Platina                                  | 230,000   |
| Estados Unidos | RIAA                  | Ficheiro:Dupla platina.svg dupla platina | 2,000,000 |
| Reino Unido    | BPI                   | Prata                                    | 130,000   |
| Rússia         | 2M                    | Ouro                                     | 23,000    |